# Canyon des Portes de l'Enfer
Le Canyon des Portes de l’Enfer  est une gorge de la rivière Rimouski dans la municipalité de Saint-Narcisse-de-Rimouski. Il est amorcé par la chute du Grand-Sault, haute de 20 mètres, et s’étire sur près de 5 km entre des parois resserrées et abruptes atteignant parfois 90 mètres de hauteur. Le site est accessibles aux touristes depuis 1990. 

## Site touristique
Des sentiers pédestres et cyclables longent l’eau. Une passerelle suspendue haute de 63 mètres, la plus haute au Québec[réf. nécessaire], construite en 1996, permet de relier une rive à l'autre. Les sentiers permettent l'interprétation de l'histoire de la drave, qui s'y déroulait autrefois.